# Hendrik van Laar
Hendrik van Laar (Hardenberg, 21 juli 1878 - Lutten, 21 december 1969) was dichter in het Overijsselse Lutten.

## Jonge jaren
Hendrik was de zoon van Jan Frederik van Laar en Wibbigjen Moeken en gehuwd geweest met Aaltje de Weerd. Als jonge man begon hij als schapenhoeder in de velden van Itterbeck. Daar verdiende hij iets extra's met het smokkelen van koffie en sterkedrank. Dit bond hij onder een schaap dat in het midden van de kudde liep. Zo kwam hij de grens dan weer over. Hij verdiende later zijn brood met werken als timmerman en als boekverkoper voor uitgeverij Kok te Kampen.

## Activiteiten
Van Laar was medeoprichter van de Lutterse afdeling van het ARP (thans CDA) en van het plaatselijke Groene Kruis. In zijn leven was hij actief lid van de Christelijke Gereformeerde kerk te Lutten waar hij vaak actief was als ouderling. Samen met huisarts Willem Frederik Karel Gouwe werkte Van Laar aan een antiserum voor de adderbeet. Samen met Frits Gouwe richtte hij de Oudheidkamer Hardenberg op. Van Laar was betrokken bij de zoektocht naar de stadsmuur van Hardenberg.
Voor zijn verdiensten voor de Lutter gemeenschap werd hij onderscheiden met een zilveren eremedaille verbonden aan de Orde van Oranje-Nassau. Eind 2000 werd een straat in de nieuwbouwwijk Marslanden in Hardenberg naar hem vernoemd.

## Gedichten
Als autodidact in de biologie en taalkunde schreef Van Laar over gebeurtenissen in Noordoost-Overijssel en de wereld. Onderwerpen van zijn gedichten zijn de natuur, de historie, het christelijk leven, maar ook schreef hij gelegenheidsdichten. Ook was Hendrik van Laar dorpsdichter. Hij woonde met zijn gezin in het dorp Lutten. Gedichten van zijn hand verschenen bijna wekelijks in het weekblad 'De drie dorpen' van uitgever Willem Seinen uit De Krim. Veel van zijn gedichten werden gebundeld, twee Nederlandstalige en een in dialect.